# William Thomas Porter
William Thomas Porter (Liverpool, 14 maggio 1887 – Cape Coast, 16 giugno 1966) è stato un arcivescovo cattolico e missionario britannico.

## Genealogia episcopale e successione apostolica
La genealogia episcopale è:
- Cardinale Scipione Rebiba
- Cardinale Giulio Antonio Santori
- Cardinale Girolamo Bernerio, O.P.
- Arcivescovo Galeazzo Sanvitale
- Cardinale Ludovico Ludovisi
- Cardinale Luigi Caetani
- Cardinale Ulderico Carpegna
- Cardinale Paluzzo Paluzzi Altieri degli Albertoni
- Cardinale Gaspare Carpegna
- Cardinale Fabrizio Paolucci
- Cardinale Francesco Barberini
- Cardinale Annibale Albani
- Cardinale Federico Marcello Lante Montefeltro della Rovere
- Vescovo Charles Walmesley, O.S.B.
- Vescovo William Gibson
- Vescovo John Douglass
- Vescovo William Poynter
- Vescovo Thomas Penswick
- Vescovo John Briggs
- Arcivescovo William Bernard Ullathorne, O.S.B.
- Cardinale Henry Edward Manning
- Cardinale Herbert Alfred Henry Vaughan
- Cardinale Francis Alphonsus Bourne
- Arcivescovo Richard Joseph Downey
- Arcivescovo William Thomas Porter, S.M.A.

La successione apostolica è:
- Vescovo André van den Bronk, S.M.A. (1946)
- Arcivescovo John Kodwo Amissah (1957)